# Markerveld (polder)

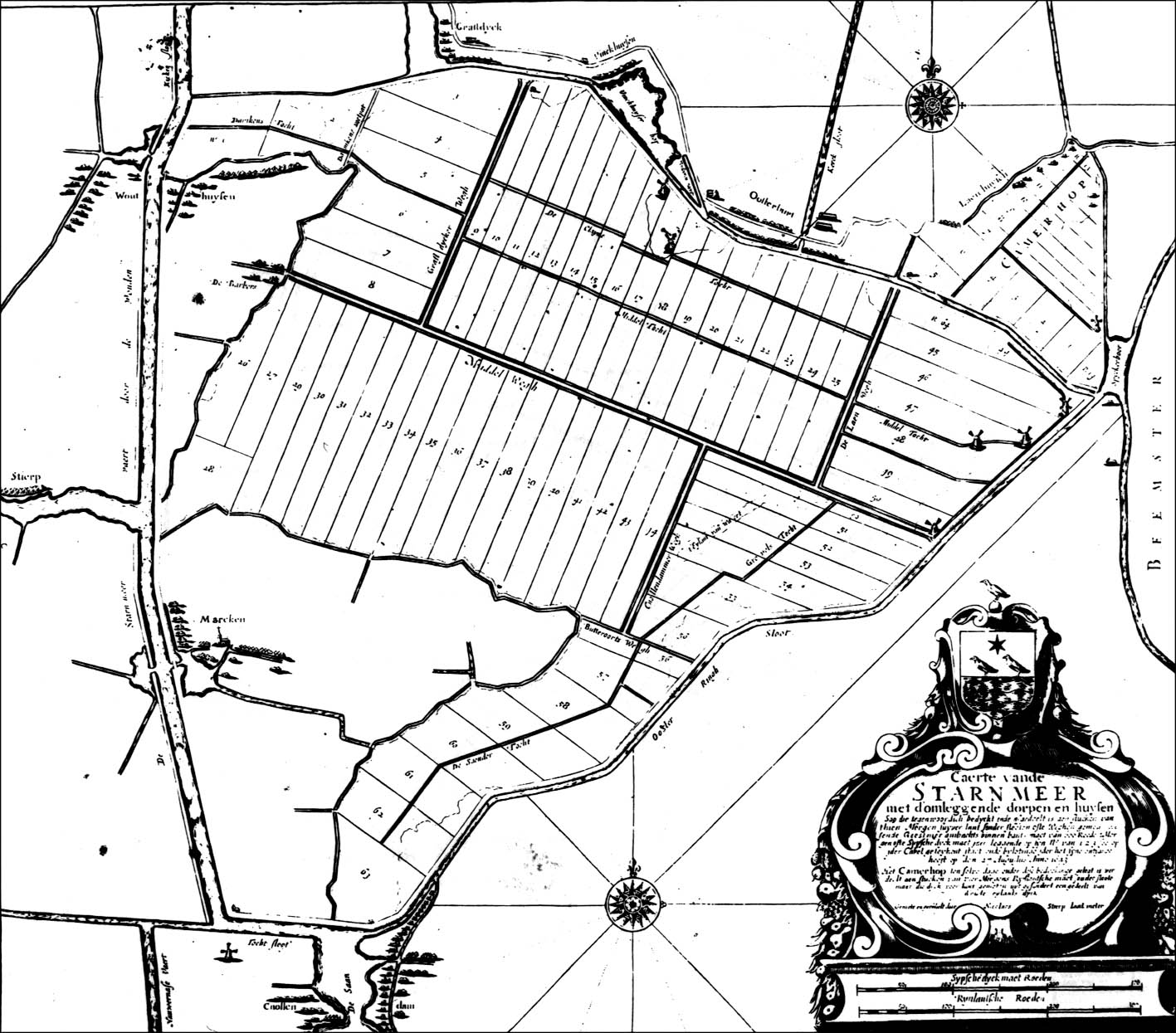
Kaart van de Starnmeer en het Kamerhop met hierop ook de Oostwouderpolder (links boven het midden), de Markerpolder (links onder het midden) en de Stierop (helemaal links in het midden.

De Markerpolder is een polder in Noord-Holland. In de Markerpolder ligt het dorp Markenbinnen.

## Oorsprong
De gebieden waartoe de Markerpolder en de Oostwouderpolder van oorsprong behoorden waren vroeger moeras. In de middeleeuwen zijn de grondeigenaars begonnen met ontginning op grote schaal van woeste gronden. Geschat wordt dat in ongeveer de 10e eeuw deze twee polders zijn gecreëerd. Dit werd gedaan vanuit de rivier de Stierop, waarvan nu nog een klein stukje over is, die tussen de Markerpolder en de Oostwouderpolder door liep en vandaar het latere Starnmeer inliep. Door de ontwatering is het veen ingeklonken waardoor in de loop der jaren het water de kans kreeg grote stukken weg te slaan. Ook het Starnmeer is hierdoor gegroeid en heeft stukken van de Markerpolder en de Oostwouderpolder verzwolgen.

## Geschiedenis
De Markerpolder en de Oostwouderpolder zijn in hun huidige vorm ontstaan in 1637, door het graven van de westelijke ringvaart van de Starnmeer, de tegenwoordige Markervaart. Hierdoor werden de toenmalige grote veengebieden van de Uitgeester en Akersloter Wouden doorsneden en ontstonden de Oostwouderpolder (met aan de andere zijde van de vaart de Westwouderpolder) en de Markerpolder (met aan de andere zijde de Krommenieër Woudpolder).
Jan Adriaanszoon Leeghwater, die in de jaren 1631-1633 de opmetingen heeft verricht voor de bedijkers van de Starnmeer, heeft in die tijd in een persoonlijke brief aan de raadspensionaris, Adriaan Pauw in Den Haag, bepleit de gehele Uitgeester Woude (waarin dus ook de latere Markerpolder) te doen inpolderen. Er is toen echter niets van gekomen.
De bedijkers van de Starnmeer werd echter wel opgedragen, toen in 1639 het tracé van de westelijke ringvaart door de Akersloter en Uitgeester Wouden was vastgesteld, aan de westzijde van de ringvaart een polderkade aan te leggen, met een houten sluisje daarin tegenover Markenbinnen, dat in beheer en onderhoud zou komen bij de Starnmeer. Ook tegenover het dorpje De Woude kwam zo'n houten sluisje, maar dat is naderhand afgebroken en gedempt. Het was vrij nutteloos, aangezien de Starnmeer geen vaargebied was en de toegang naar de Damkenstocht in de Noordwesthoek van de Starnmeer geen zin had.
De twee afgescheiden delen, de Markerpolder en de Oostwouderpolder, zijn tot 1876 als afzonderlijke besturen van respectievelijk Uitgeest en Akersloot gebleven.
De verhouding van die plaatselijke besturen ten opzichte van het nieuw gewonnen land was niet bijzonder vriendelijk. Zo werd in een Keur, die onder de verordeningen van Uitgeest bewaard is gebleven, bepaald dat boete werd opgelegd: op alle paarden komende uit de Starnmeer op de oude landen in 't Markerveld 42 Kennemer schellingen; op een koebeest 26 stuivers en op ieder schaap of lam 13 stuivers.
De Markerpolder werd van 1652 af bemalen door een achtkante vijzelmolen, "De Spin". De Starnmeer had voor een derde in de bouw bijgedragen, omdat de ingelanden ook belang hadden bij een goede bemaling van het Markerveld. De molen werd geplaatst bij de schutsluis te Markenbinnen. Daar vanaf werd een sloot gegraven, parallel aan de ringvaart, naar de Oostwouderpolder. Via deze sloot waterde de Oostwoude af op het Markerveld. Naderhand werd in de sloot een dam met duiker geplaatst bij de boerderij "De Vogel phoenix" tegenover de Stierop, waardoor het water uit de Oostwouderpolder op de afvoersloot van de Markerpolder afvloeide. De molen werd in 1927 vervangen door een elektrisch gemaal en werd in 1928 afgebroken.
Tijdens de vervening van de Oostwouderpolder door de "Furness Kolen Maatschappij" in 1918, werd deze polder door die maatschappij afzonderlijk bemalen. Hierbij is het karakteristieke slotenpatroon zoals dat bij veengebieden vaak wordt gezien, veranderd in lange rechte kavels. Toen de maatschappij haar arbeid staakte, stelde ze de Gedeputeerde Staten van Noord-Holland voor, de Oostwouderpolder afzonderlijk te reglementeren, teneinde een behoorlijk onderhoud van de onderbemaling te waarborgen. Dat is in 1924 geschied. Daardoor functioneerde binnen het bestuur voor de bemaling van de Markerpolder en de Oostwouderpolder een apart bestuur voor de bemaling (waarvoor een Amerikaanse windmolen werd neergezet) van de Oostwoude. Dit aparte bestuur bestond uit een voorzitter en twee leden.
Het betreffende reglement is op verzoek van de ingelanden ingetrokken in 1935, ter besparing van administratiekosten. De kosten van de onderbemaling en de vergoeding aan de ambtenaar van de opgeheven Oostwouderpolder kwamen ten laste van de gronden in die polder.
Het bestuur van de Markerpolder en de Oostwouderpolder bestond uit een dijkgraaf, twee heemraden en vier hoofdingelanden. Dijkgraaf en heemraden werden gekozen door de stemgerechtigde ingelanden. De benoeming, ook die van de secretaris-penningmeester, gold voor 3 jaren. Het grondbezit voor stemgerechtigdheid was bepaald op 1 hectare.
In 1976 zijn de Markerpolder en de Oostwouderpolder opgeheven in het kader van de waterschapsconcentratie, en met Starnmeer en Kamerhop deel gaan uitmaken van het waterschap "Het Lange Rond".

## Overig
In de Markerpolder ligt Fort bij Marken-Binnen, een van de forten van de Stelling van Amsterdam.